# Шаулис, Юргис

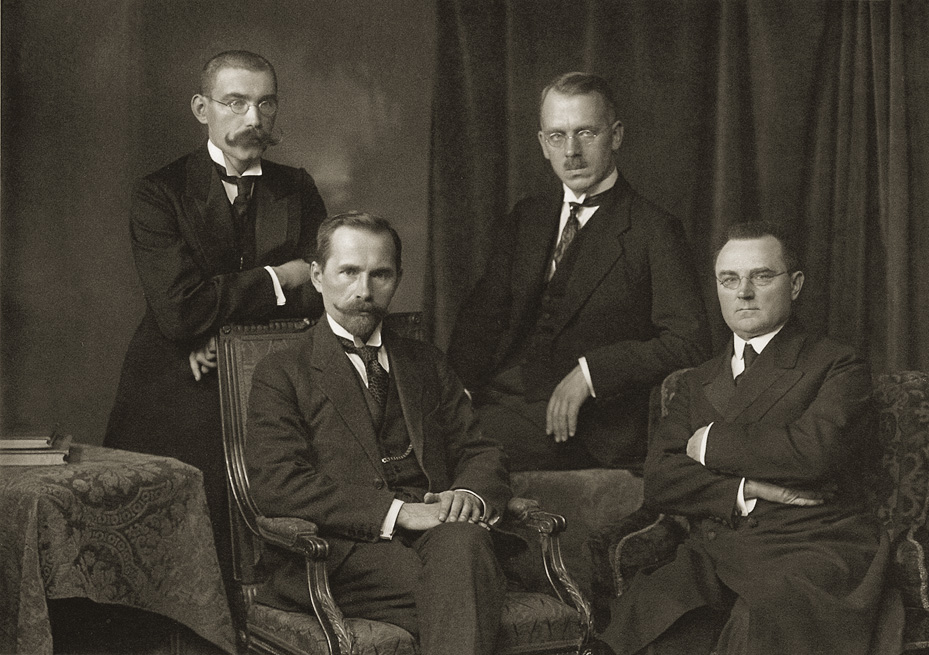
Президиум Совета Литвы (Литовская Тариба, 1918): А. Сметона, Ю. Стаугайтис (сидят), Й. Шярнас, Ю. Шаулис

Юргис Шаулис (лит. Jurgis Šaulys; 5 мая 1879, д. Балсенай, Россиенский уезд — 18 октября 1948, Лугано) — литовский политик и дипломат, подписавший акт о независимости Литвы, первый посол Литвы в Польше.

## Биография
Происходил из крестьянской семьи из Жемайтии. Окончил прогимназию в Паланге, затем учился в Вильнюсской духовной семинарии. После двух лет обучения перешёл к изучению экономики в университете в Берне (Швейцария), где в 1912 году получил степень доктора философии. Вернувшись в Литву, работал в Виленском земском банке.
С раннего детства принимал участие в политической деятельности, в 1902 году стал членом Литовской демократической партии. Как член Тарибы в 1917—1918 годах был подписантом Акта о независимости Литвы от 16 февраля 1918 года.
В том же году начал карьеру дипломата: стал послом Литовского государства в Германии (Берлин), позднее в Швейцарии (1919), Риме (1921—1923) и Ватикане (1927—1931). В 1931 году вновь назначен послом в Германии (до 1938 года).
После установления дипломатических связей с Польшей, Антанас Сметона назначил его послом Литовской Республики в Варшаве, верительные грамоты Президенту предоставил Игнацию Мосцицкому 11 января 1939 года.
После выезда из Варшавы снова был послом Литвы в Швейцарии (до 1946 года).
Не вернулся в Литву, присоединённую к СССР. Умер в эмиграции в Лугано.